# スリー (アルバム)
「スリー」（Three）は、U2が初めて商業リリースした「Out Of Control」「Stories For Boys」「Boy/Girl」の3曲入りEP。アイルランド限定リリースだったが、IREチャート19位に食い込んだ。

## 解説
メジャーデビュー前、なんとかレコード会社の契約を勝ち取ろうと奮闘していたU2だが、ようやくCBSとシングルを1枚出す契約を交わした。そしてそのCBSがプロデューサーとして寄越したのが、当時CBSのA&Rとして働いていた音楽のど素人のチャス・ド・ウェイリーであった。
レコーディングのムードは険悪、デモの出来はいまいちで、CBSはイギリスでのリリースを拒否し、アイルランド限定リリースとなった。U2側はこの知らせに落胆したが、それならばと知恵を絞り、ファン心理をそそるべく、それぞれのレコードに番号を打った1000枚限定の12インチレコードの形でリリースした。結果、レコードはアイルランド国内で大ヒットした。ラジオ局で頻繁にかかり、ホットプレスはバンドを表紙に起用、12インチレコードはあっという間に売り切れて、急遽 7インチ・レコードをリリースした。今やこのレコードはコレクターズアイテムである。
このレコードでU2はデビューのとっかかりを得るとともに、CBSは将来のビッグバンドを取り逃がしたという汚名を着ることになった。
なお曲順は自分たちで決められなかったために、RTEラジオのDJデイヴ・ファニングの番組に出演した際、リスナーの投票で決めた。デイブはU2がシングルをリリースする際、世界で最初にラジオに流す「特権」を現在も持っている人物である。
「Out Of Control」と「Stories For Boys」は「Boy」に収録される際、新たにレコーディングし直されている。「スリー」収録の3曲は現在「Boy」のデラックス・エディションに収録されている。

## 収録曲
「Out Of Control」と「Stories For Boys」は『Boy』のページを参照のこと。
Boy/Girl
この頃、U2はVirgin Prunesとリハーサル室を共有するなどほぼ一体化していて、2曲で共作した。一つは「Sad」、そしてもう一つが「Boy/Girl」である。「Sad」はどちらもレコーディングしなかったが、「Boy/Girl」は2曲に分岐して、それぞれの持ち曲になった。U2の「Boy/Girl」は「スリー」に収録される前は「In Your Hand」というタイトルで、テーマはバイセクシュアル。エッジは「Buzzcocksの影響がある」と発言している。
「Boy/Girl」はBoyツアーではセトリに入っていて、「Out Of Control」の前に演奏された。その後はOctoberツアーで2回、BBCセッションで1回演奏されただけである。

## 評価
イヤーオブ
- 1979年ホットプレス読者が選ぶ年間ベストアイリッシュシングル第1位[4]
- 1979年サウンズが選ぶシングルベスト100第89位

オールタイム
- 1984年U2マガジン12月号あなたの一番好きな曲ファン投票第6位[5]
- 2004年レコードコレクターが選ぶ最も価値のあるアルバム10（950ポンド）[6]